# XXL (gruppo musicale)
Le XXL sono state un gruppo musicale macedone. Hanno rappresentato la Repubblica di Macedonia all'Eurovision Song Contest 2000 svoltosi a Stoccolma cantando il brano 100% te ljubam.

## Formazione
- Marija Nikolova
- Ivona Džamtovska
- Rosica Nikolovska
- Verica Karanfilovska